# Brown Album
Brown Album es el quinto álbum de estudio de la banda estadounidense de funk metal Primus, publicado el 8 de julio de 1997 a través de Interscope Records. Es el primero con el batería Bryan "Brain" Mantia, después de la marcha de Tim Alexander.

## Recepción
En su reseña para Allmusic, Stephen Thomas Erlewine dice que el reemplazo del batería Tim "Herb" Alexander por Brian "Brain" Mantia no afecta al sonido de Primus, aunque sí dice que el álbum se acerca más al rock progresivo y al jazz progresivo. Wook Kim de Entertainment Weekly, describe la banda como "en declive" desde sus primeros álbumes "satisfactoriamente ecléctivos", afrimando que con Brown Album "cruzan la línea entre nuevo y novedad".
Tom Moon, de Rolling Stone, describe Brown Album como "precisamente el tipo de rareza que Primus hn estado buscando estos años – instrumentales de rock progresivo instrumentals camuflados en punk y las absurdas letras de un joven Zappa". Comentó que el álbum es "más accessible".

## Lista de canciones
Todas las letras escritas por Les Claypool, toda la música compuesta por Primus. 
| N.º | Título                                   | Duración |  |
| 1.  | «The Return of Sathington Willoughby»    | 5:04     |  |
| 2.  | «Fisticuffs»                             | 4:25     |  |
| 3.  | «Golden Boy»                             | 3:05     |  |
| 4.  | «Over the Falls»                         | 2:41     |  |
| 5.  | «Shake Hands with Beef»                  | 4:02     |  |
| 6.  | «Camelback Cinema»                       | 4:00     |  |
| 7.  | «Hats Off»                               | 1:57     |  |
| 8.  | «Puddin' Taine»                          | 3:37     |  |
| 9.  | «Bob's Party Time Lounge»                | 4:44     |  |
| 10. | «Duchess and the Proverbial Mind Spread» | 3:30     |  |
| 11. | «Restin' Bones»                          | 4:29     |  |
| 12. | «Coddingtown»                            | 2:52     |  |
| 13. | «Kalamazoo»                              | 3:31     |  |
| 14. | «The Chastising of Renegade»             | 5:03     |  |
| 15. | «Arnie»                                  | 3:54     |  |

## Créditos
Músicos
- Les Claypool – bajo, voz
- Larry LaLonde – guitarra
- Bryan "Brain" Mantia – batería

Producción
- Primus – producción
- Les Claypool - ingeniería
- Jill "Galaxy Queen" Rose - coordinador de producción
- Tim "Soya" Soylan - asistente en el estudio

## Posición en listas
| Lista         | Posición |
| ------------- | -------- |
| Billboard 200 | 21       |